# Ficus lyrata
Espèce
Classification phylogénétique
Ficus lyrata est une espèce de figuier de la famille des Moraceae. Elle est originaire d'Afrique de l'Ouest. Son habitat va de l'ouest du Cameroun à la Sierra Leone, dans la forêt tropicale pluvieuse.

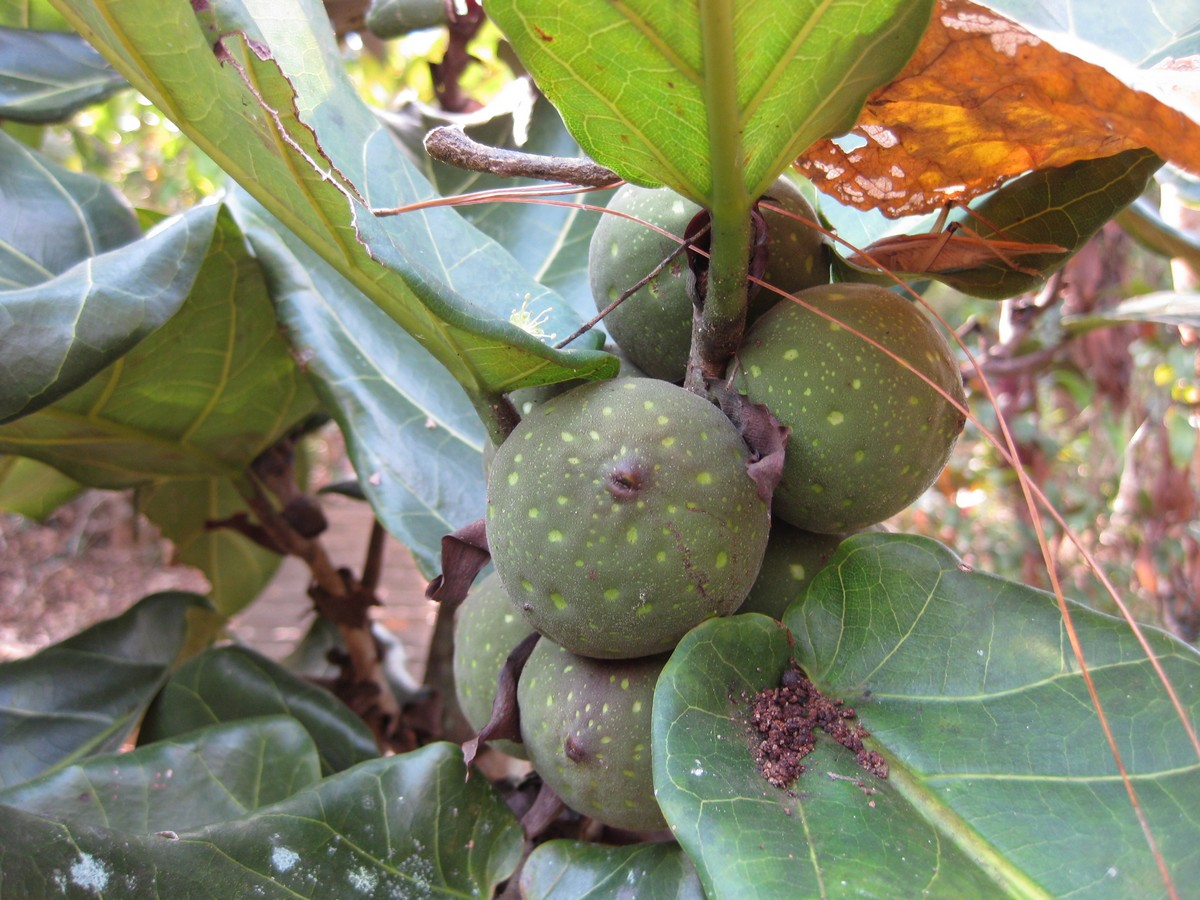
Fruits, Jardin botanique de la reine Sirikit, Thaïlande

Il s'agit d'un arbre ornemental commun dans les jardins tropicaux et subtropicaux, parfois utilisée comme plante verte d'intérieur.

## Culture en intérieur

### Lumière et emplacement
Le Ficus lyrata s'épanouit dans des conditions lumineuses, préférant la douceur de la lumière du matin à une orientation est-ouest. Il est important de le protéger des rayons intenses de l'après-midi pour préserver la santé de ses feuilles. Une fois son espace choisi, il est préférable de le laisser en place, car il s'adapte mal aux changements fréquents, ce qui peut causer un stress menant à la perte de son feuillage.

### Arrosage et humidité
Un arrosage équilibré est crucial pour le bien-être du Ficus lyrata, nécessitant que le terreau sèche partiellement entre chaque apport d'eau. Trop d'eau risque de causer la pourriture des racines, alors qu'un manque d'eau peut dessécher et flétrir les feuilles. Pendant les mois chauds, l'augmentation de la fréquence d'arrosage s'adapte à la hausse des températures, tout en assurant un drainage efficace pour éviter l'excès d'humidité.
L'humidité joue également un rôle important pour le Ficus lyrata, imitant son environnement naturel humide. La brumisation régulière du feuillage peut augmenter l'humidité ambiante, particulièrement dans des espaces intérieurs secs. Positionner le Ficus à proximité d'autres plantes ou utiliser un humidificateur peut aider à créer un microclimat plus humide favorable à son épanouissement.